# Новосёловка (Ореховский район)
Новосёловка (укр. Новоселівка) — село,
Новосёловский сельский совет,
Ореховский район,
Запорожская область,
Украина.
Код КОАТУУ — 2323985501. Население по переписи 2001 года составляло 540 человек.
Является административным центром Новосёловского сельского совета, в который, кроме того, входит село
Егоровка.

## Географическое положение
Село Новосёловка находится на берегу реки Жеребец,
выше по течению на расстоянии в 2 км расположено село Гуляйпольское (Гуляйпольский район),
ниже по течению на расстоянии в 2 км расположено село Егоровка.
Река в этом месте извилистая.
Через село проходит автомобильная дорога Т-0814.

## История
- Село основано в первой половине XIX века как село Крейцево.
- В 1861 году переименовано в село Новосёловка-Вторая.
- В 1945 году переименовано в село Новосёловка[2].

## Известные уроженцы
- Доценко, Тарас Степанович — Герой Советского Союза.

## Экономика
- «АФ Новосёловская», ООО.

## Объекты социальной сферы
- Школа.
- Детский сад.
- Дом культуры.
- Фельдшерско-акушерский пункт.

## Достопримечательности
- Братская могила советских воинов.